# Szabadfalu (Névna)
Szabadfalu (horvátul: Slobodna Vlast) falu Horvátországban, Eszék-Baranya megyében. Közigazgatásilag Névnához tartozik.

## Fekvése
Eszéktől légvonalban 50, közúton 69 km-re délnyugatra, Diakovártól légvonalban 21, közúton 28 km-re nyugatra, községközpontjától 3 km-re nyugatra, Szlavónia középső részén, a Dilj-hegység északkeleti lejtőin, a Pozsegát Diakovárral összekötő főút mentén fekszik.

## Története
A falu minden bizonnyal a középkorban is létezett, hiszen Névna várának tartozékai között két ilyen nevű település is volt. Az egyik Verhovina, a másik Kondrić közelében feküdt. A Névna községben fekvő Szabadfalutól e két település nagyjából egyforma távolságra van. A két Szabadfalut 1422-ben „Zabadfalua”, illetve „Sabathfalu in districtu Werhewna”, 1428-ban és 1474-ben pedig „Zabadfalw” és „Zlobochyna” néven említik. A török 1536-ban foglalta el ezt a vidéket, ezzel egyidejűleg a keresztény lakosság egy része Dél-Magyarországra menekült. A török uralom idején a megmaradt lakosság mellé Boszniából pravoszláv szerb családok települtek. Az 1565-ös török defter „Slobodna Vas” néven említi először és ugyanezen a néven szerepel az 1579-es defterben is. A török kiűzése után a településen 22 ház állt itt, melyek közül 18 pravoszláv, 4 pedig katolikus családoké volt. A 18. században a falu csak lassan fejlődött, ezért a terület akkori birtokosa Bakić diakovári püspök a környező falvakból újabb horvát családokat telepített ide. 1758-ban 25 lakott ház volt a faluban. A 19. század elején már 29 háza volt 340 lakossal, akik közül 231 pravoszláv és 104 katolikus vallású volt.
Az első katonai felmérés térképén „Szlobodna Vlazt” néven található. Lipszky János 1808-ban Budán kiadott repertóriumában „Szlobodnavlaszt” néven szerepel. Nagy Lajos 1829-ben kiadott művében „Szlobodna Vlast” néven 72 házzal, 126 katolikus és 302 ortodox vallású lakossal találjuk.
A településnek 1857-ben 340, 1910-ben 584 lakosa volt. Verőce vármegye Diakovári járásának része volt. Az 1910-es népszámlálás adatai szerint lakosságának 50%-a horvát, 45%-a szerb anyanyelvű volt. Az első világháború után 1918-ban az új szerb-horvát-szlovén állam, majd később (1929-ben) Jugoszlávia része lett. 1991-től a független Horvátországhoz tartozik. 1991-ben lakosságának 47%-a horvát, 47%-a szerb nemzetiségű volt. 2011-ben a településnek 189 lakosa volt.

## Lakossága
| Lakosság változása | Lakosság változása | Lakosság változása | Lakosság változása | Lakosság változása | Lakosság változása | Lakosság változása | Lakosság változása | Lakosság változása | Lakosság változása | Lakosság változása | Lakosság változása | Lakosság változása | Lakosság változása | Lakosság változása | Lakosság változása |
| ------------------ | ------------------ | ------------------ | ------------------ | ------------------ | ------------------ | ------------------ | ------------------ | ------------------ | ------------------ | ------------------ | ------------------ | ------------------ | ------------------ | ------------------ | ------------------ |
| 1857               | 1869               | 1880               | 1890               | 1900               | 1910               | 1921               | 1931               | 1948               | 1953               | 1961               | 1971               | 1981               | 1991               | 2001               | 2011               |
| 340                | 371                | 310                | 411                | 448                | 584                | 556                | 606                | 519                | 540                | 481                | 385                | 261                | 225                | 201                | 189                |

## Nevezetességei
- A Kisboldogasszony tiszteletére szentelt római katolikus temploma.
- Szent Joakim és Szent Anna tiszteletére szentelt pravoszláv temploma.

## Oktatás
„Silvije Strahimir Kranjčević” általános iskola alsó tagozatos területi iskolája, Névna.